# 926 (szám)
A 926 (római számmal: CMXXVI) egy természetes szám, félprím, a 2 és a 463 szorzata.

## A szám a matematikában
A tízes számrendszerbeli 926-os a kettes számrendszerben 1110011110, a nyolcas számrendszerben 1636, a tizenhatos számrendszerben 39E alakban írható fel.
A 926 páros szám, összetett szám, azon belül félprím, kanonikus alakban a 21 · 4631 szorzattal, normálalakban a 9,26 · 102 szorzattal írható fel. Négy osztója van a természetes számok halmazán, ezek növekvő sorrendben: 1, 2, 463 és 926.
Érinthetetlen szám: nem áll elő pozitív egész számok valódiosztóösszeg-függvényeként.
A 926 négyzete 857 476, köbe 794 022 776, négyzetgyöke 30,43025, köbgyöke 9,74699, reciproka 0,0010799. A 926 egység sugarú kör kerülete 5818,22959 egység, területe 2 693 840,302 területegység; a 926 egység sugarú gömb térfogata 3 325 994 826,5 térfogategység.